# Jean-Baptiste Croce
Pour les articles homonymes, voir Croce.
Jean-Baptiste Croce, dit « Jean-Bati », né le 13 décembre 1920 à Olmeta-di-Tuda en Corse et mort le 26 décembre 2004 à Bagnolet en Seine-Saint-Denis, est un mafieux français, considéré comme un parrain de la French Connection.

## Biographie
Sa famille vient de Bastia.

### Mexique
Fin 1952, Paul Mondoloni est envoyé au Mexique avec Jean-Baptiste Croce par son mentor Ansan Bistoni, dit l'Aga Khan. Ils rejoignent Antoine D'Agostino, ancien collaborateur, pour l'aider à monter une nouvelle filière pour le trafic d'héroïne. D'Agostino, avec l'arrestation de ses deux plus proche associés, Joseph Orsini et François Spirito, n'arrive plus à envoyer de la drogue aux États-Unis. Il apprend tous les rouages du trafic de drogue aux deux nouveaux arrivés.
Mais lors de leur première transaction, début 1953, ils sont arrêtés au Texas avec la marchandise. Ils passent plusieurs mois en prison, ils sont extradés vers le Mexique où ils reprennent leurs activités. Leurs apports à cette filière mexicaine fut par la suite d'une grande utilité. Du moins jusqu'en 1955, date à laquelle D'Agostino est arrêté.

### Québec, Canada
Croce et Mondolini, après avoir pris des contacts en Italie et en France, partent alors pour le Canada. À Montréal, ils se rapprochent des parrains locaux, Lucien Rivard et les frères Cotroni et ils s'associent à eux dans le trafic d'héroïne. Une nouvelle filière est montée avec Ansan Bistoni et son ami Gebriel Graziani, Dominique Nicoli, fournisseur d'héroïne et oncle de Mondoloni, Dominique Albertini, chimiste surdoué et les frères Venturi, dont l'un, Jean a été rencontré par Croce et Mondoloni au Canada. Le réseau utilise des voitures bourrées d'héroïne. Embarquées à Barcelone, elles sont ensuite envoyées à Montréal ou Véra Cruz d'où elles partent pour New-York. Cette filière permet à l'équipe de faire rentrer environ trente kilos d'héroïne aux États-Unis chaque mois.

### Cuba
À cette période, Croce et Mondoloni sont des trafiquants aguerris et sont devenus des piliers de la French Connection avec leur ami Bistoni. En 1956, ils partent s'installer à Cuba où ils prennent des parts dans plusieurs boîtes de nuit en association avec le canadien Lucien Rivard et touchent des commissions sur les machines à sous de la Havane. Les derniers contacts italo-américains qu'ils leur manquaient sont pris sur place et permettent de grossir les filières déjà existantes ou d'en créer des nouvelles.

### France
Néanmoins, en novembre 1956, Paul Mondoloni est arrêté et extradé vers la France, malgré toutes les précautions qu'il prenait pour ne pas être pris, notamment les nombreux changements d'identités. Il y est jugé en 1957 pour l'affaire de la Bégum, n'écope que de deux ans de prison et ressort en juillet 1957 pour s'installer au Mexique. Par la suite, il ne cesse de voyager pour organiser le trafic : en France, en Espagne, à Cuba, en Amérique du Sud... Il semble aussi qu'il ait mis sur pied une filière passant par l'Italie en association avec des parrains de la mafia sicilienne, filière surnommée Pizza Connection.
Paul Mondoloni devient ainsi l'un des piliers de la French Connection, même si son ami Croce aura pris plus de poids dans le trafic.
En 1972, les trafiquants Jean-Baptiste Croce et Joseph Mari sont arrêtés à Marseille. Croce est condamné à 18 ans de prison grâce à la nouvelle loi répressive votée en 1970 dans l’affaire du chalutier des Caprices des Temps, en 1973.